# Pierre Miehe-Renard
Pierre August Miehe-Renard (* 29. März 1945 in Kopenhagen) ist ein dänischer ehemaliger Schauspieler.

## Leben
Pierre Miehe-Renard wuchs als Sohn des Schauspieler-Ehepaares Louis Miehe-Renard und Caja Heimann in Kopenhagen auf, wo er bis heute lebt. Seine Schwester Katja Miehe-Renard und sein aus der zweiten Ehe des Vaters stammender jüngerer Halbbruder Martin Miehe-Renard ergriffen ebenfalls den Schauspielberuf. Er wirkte bereits ab seinem zehnten Lebensjahr in einigen Spielfilmen mit, wo zumindest ein Elternteil von ihm ebenfalls mitwirkte.
Nach seinem Schulabschluss absolvierte er von 1961 bis 1964 seine Schauspielausbildung an der Staatlichen Theaterhochschule in Kopenhagen. Sein Bühnendebüt als Darsteller hatte er am Königlichen Theater Kopenhagen. Von 1966 bis 1974 war er am Folketeatret als festes Ensemblemitglied engagiert. Er wirkte als Bühnendarsteller in zahlreichen Theaterstücken, Musicals, Varieté-Shows und in Kabarett-Programmen mit. Von 1962 bis 2000 wirkte er als Schauspieler vor der Kamera in mehreren Filmen und Fernsehserien mit.
Im Jahr 2000 zog er sich aus dem Rampenlicht zurück und betreibt seitdem ein Antiquitätengeschäft in Kopenhagen. Er war von 1964 bis zu ihrem Tod mit Elsebeth Farbo (1946–2014) verheiratet. Aus der Ehe gingen ein Sohn und eine Tochter hervor, die Journalistin und Moderatorin Camilla Miehe-Renard.

## Filmografie (Auswahl)
- 1962: Den stover stadig
- 1975: Piger i trojen
- 1977: Piger i sos
- 1989: S/S True Love
- 1996: Krystalbarnet
- 1998: Taxa (Fernsehserie, 1 Folge)
- 2000: Hotel (Fernsehserie, 1 Folge)